# Jörg Trempler
Jörg Trempler (* 30. September 1970 in Dülmen; † 8. November 2024 in Berlin) war ein deutscher Kunsthistoriker und Hochschullehrer.

## Leben
Er studierte Kunstgeschichte und deutsche Sprachwissenschaft an den Universitäten Passau, Amsterdam und Erlangen-Nürnberg. Nach der Promotion 2001 an der Universität Erlangen-Nürnberg bei Karl Möseneder mit einer Arbeit zu Karl Friedrich Schinkels Wandbildprogramm am Alten Museum in Berlin war er von 2007 bis 2008 Postdoktorand der Max-Planck-Gesellschaft am Kunsthistorisches Institut in Florenz. Von 2008 bis 2013 war er wissenschaftlicher Mitarbeiter der DFG Kolleg-Forschergruppe Bildakt und Verkörperung an der Humboldt-Universität zu Berlin. Nach der Habilitation 2010 ebenda mit einer Arbeit unter dem Titel Katastrophen. Bild und Bedeutung war er Teilkurator der Karl Friedrich Schinkel Ausstellung der Staatlichen Museen zu Berlin (Herbst 2012) und der Kunsthalle der Hypo-Kulturstiftung (Frühjahr 2013). Von Februar bis Mai 2013 war er Visiting Scholar am Yale Center für britische Kunst. 2014 war er Junior Fellow am Alfried Krupp Wissenschaftskolleg Greifswald. Ab dem Wintersemester 2015/2016 war er assoziiertes Mitglied im Excellenzcluster „Bild Wissen Gestaltung“ der Humboldt-Universität zu Berlin. Ab 2015 lehrte er als Inhaber des Lehrstuhls für Kunstgeschichte und Bildwissenschaft an der Universität Passau.

## Schriften (Auswahl)
- Das Wandbildprogramm von Karl Friedrich Schinkel, Altes Museum Berlin. Berlin 2001, ISBN 3-7861-2333-0.
- Schinkels Motive. Berlin 2007, ISBN 3-88221-866-5.
- Karl Friedrich Schinkel. Baumeister Preußens. Eine Biographie. München 2012, ISBN 3-406-63830-9.
- Katastrophen. Ihre Entstehung aus dem Bild. Berlin 2013, ISBN 3-8031-5185-6.
- Zusammen mit Andreas Bähr, Peter Burschel, Burkhardt Wolf: Untergang und neue Fahrt. Schiffbruch in der Neuzeit. Wallstein, Göttingen 2020. ISBN 978-3-8353-1704-8.